# 費爾干納頭龍屬

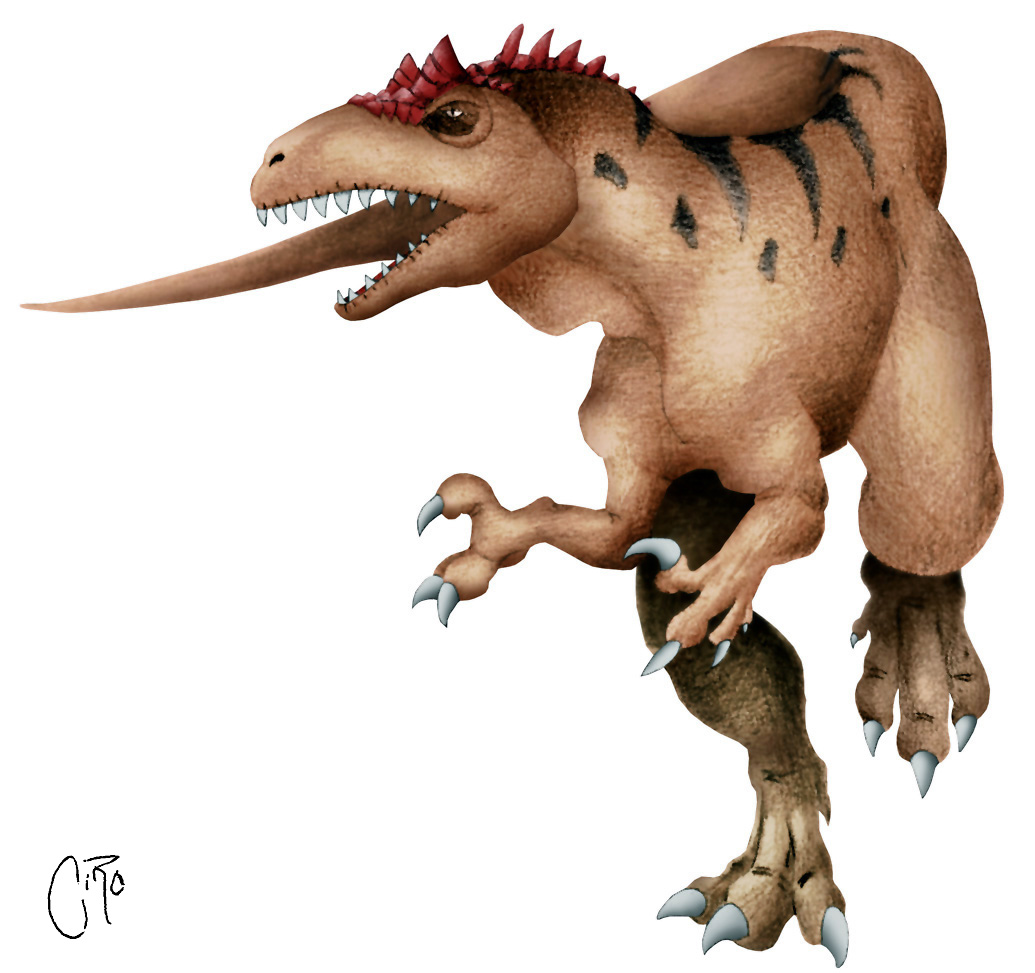

費爾干納頭龍屬（學名：Ferganocephale）可能是早期的厚頭龍亚目恐龍。牠是生存於侏羅紀中期的吉爾吉斯。
模式種是齒飾費爾干納頭龍（F. adenticulatum），是在2005年被描述、命名，屬名是以費爾干納盆地為名。化石只有一些牙齒，地質年代屬於卡洛維階
費爾干納頭龍最初被分類於厚頭龍科，是當時已知最古老的厚頭龍科恐龍之一。在2006年，羅伯特·蘇利文（Robert Sullivan）提出費爾干納頭龍的牙齒沒有鋸齒，只有很少厚頭龍類的牙齒特徵，所以很難分辨這些化石，並反對費爾干納頭龍屬於厚頭龍類。蘇利文將費爾干納頭龍歸類為疑名。

## 外部連結
- Pachycephalosauria
- Ferganocephale